# バートン・アイランド (砕氷艦)
バートン・アイランド（USCGC Burton Island, WAGB-283）は、アメリカ沿岸警備隊の砕氷艦。ウィンド級砕氷艦の6番艦。元はアメリカ海軍籍にあった（USS Burton Island, AG-88）。

## 艦歴
バートン・アイランドは1946年4月30日に進水し、AG-88として1946年12月28日に就役した。艦名はデラウェア海岸の近くに位置する島に因んで命名された。
1947年1月17日、バートン・アイランドは物資を搭載し第68任務部隊（TF68）の一部としてアメリカ合衆国の大規模南極観測計画、ハイジャンプ作戦に参加しサンディエゴからロス海に向けて出航した。主にロス海周辺で観測に従事している。南極大陸から帰還すると、1947年7月25日にアラスカのバロー岬遠征に向けて出航する。1948年4月から1956年12月まで、バートン・アイランドはオペレーション・ウィンドミルを含む19回の北極・アラスカ州への巡航に参加した。巡航中の任務には物資補給、ヘリコプターによる流氷の観測、科学的調査、水中爆破調査および船団護衛などが含まれた。1949年3月にバートン・アイランドはAGB-1に艦種変更される。1958年には南極で氷海に閉じ込められた日本の初代南極観測船宗谷を救出している。
1966年12月15日に海軍は保有する砕氷艦を全て沿岸警備隊に移管する。バートン・アイランドはWAGB-283に艦番号が変更となり、カリフォルニア州ロングビーチに配備され、砕氷任務に使用された。1967年から1978年までバートン・アイランドは南極での8度のオペレーション・ディープ・フリーズに参加する。作戦において、バートン・アイランドは補給艦艇向けの航路啓開（砕氷作業）を主な任務とした。加えてアラスカ及び極地点での科学調査、研究用の基地としての任務に従事した。
バートン・アイランドは1967年10月から1968年4月までオペレーション・ディープ・フリーズ '68に参加し、1968年10月から1969年4月までオペレーション・ディープ・フリーズ '69に参加する。1969年11月から1970年4月までオペレーション・ディープ・フリーズ '70に参加したが、随伴した砕氷艦は航行不能となった。1970年11月から1971年4月までオペレーション・ディープ・フリーズ '71に参加したが、再び随伴砕氷艦が航行不能となる。1971年8月から9月にかけてアラスカ州ノース・スロープで海洋調査を行う。1972年2月から3月にはクック湾で科学調査を行う。
1977年中頃から1978年5月9日までバートン・アイランドはカリフォルニア州アラメダに配備され、砕氷任務に使用された。1978年5月9日にバートン・アイランドは退役した。1995年11月21日付けの海事局文書では、1980年8月17日のオークションでカリフォルニア州サンホセのレビン・メタルズ株式会社に落札され、1980年10月7日に261,000ドルで売却、1982年4月28日に廃棄されたとされる。